# Paracles juruana
Paracles juruana är en fjärilsart som beskrevs av Butler 1878. Paracles juruana ingår i släktet Paracles och familjen björnspinnare. Inga underarter finns listade i Catalogue of Life.